# Paradosso di De Sitter
Il paradosso di De Sitter può essere utile per comprendere il concetto di velocità limite. 
Il secondo postulato della relatività ristretta sulla costanza della velocità della luce introduce il concetto di velocità limite, non previsto dalla meccanica galileiana e newtoniana. Infatti se la velocità della luce è costante non è possibile comporla con un'altra velocità, di conseguenza è una velocità massima (limite).
È possibile mostrare che se non fosse così si creerebbero situazioni paradossali. 
Paradosso di De Sitter: supponiamo di osservare una stella doppia formata da una stella principale {\displaystyle S} e da un compagno {\displaystyle C} che ruota attorno ad essa con periodo {\displaystyle T}. Supponiamo inoltre che il piano dell'orbita contenga l'osservatore terrestre {\displaystyle O} a grande distanza {\displaystyle d}. 
Consideriamo le due posizioni diametralmente opposte assunte da {\displaystyle C}: se la luce emessa da {\displaystyle C} in queste posizioni si potesse comporre con la velocità di {\displaystyle C} allora impiegherebbe rispettivamente i tempi {\displaystyle t_{1}} e {\displaystyle t_{2}} per arrivare in {\displaystyle O}.
Ma se il periodo di rotazione della stella {\displaystyle C} è {\displaystyle T}, per passare da 1 a 2 essa impiega un tempo {\displaystyle T/2}; così la luce emessa in 2 arriverebbe in {\displaystyle O} dopo un tempo
{\displaystyle \Delta t=t_{2}+{\frac {T}{2}}-t_{1}={\frac {d}{c+v}}+{\frac {T}{2}}-{\frac {d}{c-v}}={\frac {T}{2}}-{\frac {2dv}{c^{2}-v^{2}}}}
rispetto a quella emessa in 1. A seconda dei valori di {\displaystyle d} e {\displaystyle v} si può avere {\displaystyle \Delta t} positivo, negativo o nullo.
Se ad esempio {\displaystyle \Delta t=0}, l'osservatore {\displaystyle O} vedrebbe {\displaystyle C}, nel corso del suo moto periodico, contemporaneamente in 1 e in 2 oppure sparire del tutto.

Ma, come prevede la teoria relativistica, la velocità della luce è indipendente dal moto della sorgente e si ha sempre {\displaystyle \Delta t={\frac {T}{2}}}, e il paradosso svanisce.